# Leptotarsus ducalis
Leptotarsus ducalis är en tvåvingeart. Leptotarsus ducalis ingår i släktet Leptotarsus och familjen storharkrankar.

## Underarter
Arten delas in i följande underarter:
- L. d. bancrofti
- L. d. ducalis
- L. d. gloria